# Kościół unicki w Imperium Rosyjskim
Większość struktur Kościoła unickiego znalazła się w granicach Rosji po trzech rozbiorach Polski. Przed I rozbiorem Polski Kościół unicki był jednym z największych związków wyznaniowych w Rzeczypospolitej, z ośmioma diecezjami: kijowsko-wileńską (metropolia), łucką, lwowską, połocką, przemyską, chełmską, pińską i włodzimierską. Łącznie unici dysponowali 9452 budynkami sakralnymi. Ok. 60% tego stanu posiadania znalazło się po trzech rozbiorach Polski w granicach Cesarstwa Rosyjskiego.
Kolejni władcy Rosji negatywnie odnosili się do unitów, z reguły postrzegając ich jako prawosławnych, którzy pod przymusem przyjęli jurysdykcję papieża i przy pierwszej okazji wystąpią z niej. Szeroko zakrojona działalność na rzecz nawracania unitów na prawosławie została podjęta na ziemiach białoruskich i litewskich już za rządów Katarzyny II. Po przerwie w latach panowania Pawła I i Aleksandra I, który w wydanym pierwszym manifeście do mieszkańców Obwodu Białostockiego, po włączeniu 27 października 1807 r. do Rosji, zapewniał: „Wszystkie prawa i przywileje wasze zostaną nieodjętemi. Wyznanie religii waszej w całości się zachowa", walkę z unią na nowo podjął car Mikołaj I. Administracyjną likwidację Kościoła unickiego poprzedziła długofalowa kampania upodabniania obrzędów unickich do prawosławnych koordynowana przez biskupa litewskiego Józefa Siemaszkę. W 1839 na synodzie w Połocku ogłoszono zniesienie unii na Litwie i Białorusi; przetrwała jedynie diecezja chełmska. Do jej likwidacji doszło w 1875. W procesie przymusowego nawracania ludności zastosowano bezpośrednie środki przymusu; w Pratulinie i Drelowie starcia unitów z wojskiem rosyjskim przyniosły ofiary śmiertelne. Mimo administracyjnego uznania wszystkich byłych unitów za wyznawców prawosławia ok. 100 tys. osób nigdy nie podporządkowało się carskim zarządzeniom, bojkotując parafie Rosyjskiego Kościoła Prawosławnego.
Antyunicka polityka kolejnych carów łączyła się z polityką rusyfikacji ziem zagarniętych w wyniku rozbiorów Polski.

## Polityka carów wobec unitów

### Rządy Katarzyny II
Bezpośrednio po aneksji do Rosji terenów, na których unici stanowili większość, caryca Katarzyna II zadeklarowała tolerancję wobec ludności katolickiej "obydwu obrządków" i zapewniała, że jej sytuacja nie ulegnie zmianie w porównaniu ze stanem rzeczy panującym w I Rzeczypospolitej. W rzeczywistości jednak rząd rosyjski traktował unitów jako prawosławnych Rosjan, którzy zostali siłą zmuszeni do zmiany wyznania, a których konwersja na prawosławie jest jedynie kwestią czasu. 2 września 1780 Katarzyna II skierowała do namiestnika białoruskiego Czernyszewa reskrypt, w którym zezwalała duchownym prawosławnym przejmować cerkwie unickie, jeśli była ku temu wola parafian. Czernyszew oraz prawosławny biskup Mohylewa Jerzy (Konisski) wykorzystali zezwolenie w szerszym niż dosłowny zakresie, doprowadzając do przejścia na prawosławie 112 573 osób, 35 duchownych i 95 parafii z cerkwiami. Działania te były prowadzone mimo protestów hierarchii unickiej. Równocześnie Katarzyna II doprowadziła do mianowania biskupem pomocniczym metropolii kijowskiej archimandryty Wiktora (Sadkowskiego), który miał powtórzyć działania biskupa mohylowskiego na ziemiach Ukrainy Naddnieprzańskiej, Wołynia i Podola. Po II rozbiorze Polski Wiktor (Sadkowski) został prawosławnym biskupem mińskm. Jednym z pierwszych jego działań było wysłanie listu pasterskiego, w którym informował, że wszyscy unici zainteresowani przejściem na prawosławie mają zgłaszać się do niego, zaś metropolitę Teodozjusza Rostockiego jedynie powiadamiać o fakcie konwersji. Sama Katarzyna II hojnie wspierała pieniężnie działalność biskupa Wiktora i podległych mu kapłanów. W październiku 1794 hierarcha informował Świątobliwy Synod Rządzący o pozyskaniu na rzecz prawosławia 721 parafii pounickich, w roku następnym pisał o kolejnych 1607 cerkwiach. Z kolei statystyki z 1802, sporządzone przez biskupa unickiego Lewickiego, wskazują, iż w tym momencie unici dysponowali już tylko 176 cerkwiami.
Katarzyna II traktowała ponadto sprawę unitów jako kartę przetargową w rozmowach z papieżem w sprawie zatwierdzenia wprowadzonych przez carycę zmian w strukturze administracyjnej Kościoła łacińskiego w Rosji. Konwersja 100 tys. osób w latach 1780-1783 sprawiła, iż Kościół katolicki zaakceptował je, licząc, iż dalszy proces niszczenia unii zostanie zahamowany.
Działania tego typu miał powtórzyć na Białorusi Jerzy (Konisski), jednak realizację tych planów uniemożliwiła jego śmierć 13 lutego 1795. Zadanie zlecone przez carycę wykonał jego następca, biskup Atanazy (Wolchowski), wyposażony przez Święty Synod w dokładne instrukcje prowadzenia akcji antyunickiej. Prawosławni duchowni mieli objeżdżać cały obszar Białorusi, prowadząc działalność misyjną, eskortowani przez oddziały wojska, zaś osoby deklarujące chęć konwersji miały być natychmiast przyjmowane do najbliższych parafii. Biskup Atanazy donosił jednak Synodowi o niepowodzeniu tak prowadzonej akcji. Dobrowolne zmiany religii były nieliczne, w wielu wypadkach „nawracanie” łączyło się z groźbami i szykanami ze strony towarzyszących duchownym żołnierzy. Podobne zarzuty wysuwał pod adresem prowadzących „misję” unicki biskup piński Jozafat Bułhak. Twierdził on, że osoby niechętne prawosławiu były zastraszane, zmuszane do odprowadzania bezprawnych świadczeń pieniężnych i rzeczowych, zaś żołnierze carscy starali się pozyskiwać klucze do cerkwi unickich podstępem. Zatrzymywano również opornych księży unickich i zamykano klasztory bazyliańskie, nierzadko przekazując je natychmiast na siedziby duchowieństwa prawosławnego. 22 kwietnia 1794 w ukazie adresowanym do namiestnika carskiego na nowo przyłączonych ziemiach Timofieja Tutołmina Katarzyna II nakazała mu prowadzenie działań na rzecz likwidacji unii. Ostatecznie do końca roku 1795 prawosławni pozyskali kosztem unitów ok. 200 cerkwi na Białorusi, wyznanie zmieniło ok. 115 tys. osób. Caryca przystąpiła również do otwartej walki z zakonem bazylianów, ogłaszając w 1795, iż każda wspólnota monastyczna bazyliańska, która nie zajmuje się działalnością charytatywną lub edukacyjną zostanie zamknięta.
Kosztem unitów rozbudowywana była sieć administracyjna Rosyjskiego Kościoła Prawosławnego. W 1806 ze struktur unickich w zaborze rosyjskim istniała już tylko metropolia połocka kierowana przez biskupa Herakliusza Lisowskiego. W znacznej mierze z przejętych placówek duszpasterskich powołana została prawosławna eparchia podolsko-bracławska. Biskup Lisowski cieszył się całkowitym zaufaniem carycy. Majątki biskupów unickich zostały przejęte przez państwo i częściowo przeznaczone na wynagrodzenia dla wojskowych i urzędników szczególnie zasłużonych w procesie szerzenia prawosławia.

### Rządy Pawła I
Po objęciu rządów w Rosji przez Pawła I doszło do zmiany nastawienia władz wobec unitów. Nowy car był im niechętny (chociaż przychylnie odnosił się do katolicyzmu obrządku łacińskiego), jednak jego polityka była programowo zaprzeczeniem działań jego matki. Paweł I zgodził się na reaktywację trzech diecezji unickich i nakazał zaprzestanie działalności misyjnej prawosławnych hierarchów. Unitów podporządkowano Kolegium Duchownemu kierowanemu przez zwierzchnika Kościoła łacińskiego w Rosji.

### Rządy Aleksandra I

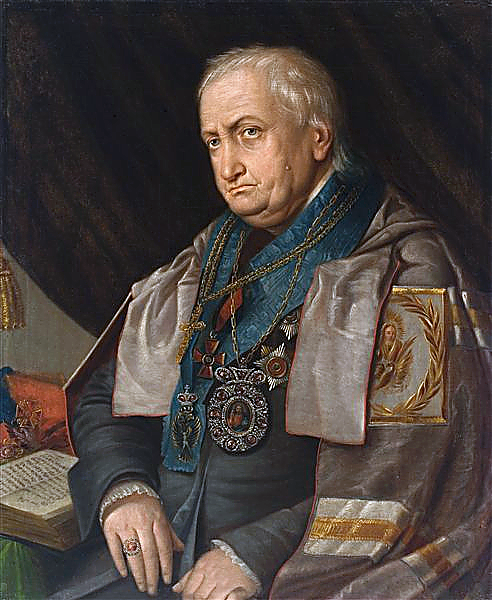
Jozafat Bułhak

Aleksander I kontynuował tolerancyjną politykę w stosunku do unitów. W okresie jego panowania ich liczbę szacuje się na 1 398 478 wiernych, w rękach unitów pozostawało ponadto 91 klasztorów i 1388 parafii. Równocześnie za czasów Pawła I i Aleksandra I ok. 200 tys. wiernych Kościoła unickiego zmieniło obrządek na łaciński, co miało uchronić ich przed konwersją na prawosławie. Tendencja ta spotkała się z protestami biskupów unickich.
Pragnąc zahamować falę przyjęć obrządku łacińskiego, Aleksander I powołał w 1804 wydział unicki w Kolegium Duchownym, wyznaczając na jego przewodniczącego biskupa Jozafata Bułhaka. Powołanie wydziału zyskało poparcie hierarchii unickiej, widzącej w nim ratunek przed latynizacją rytu. W 1805 Kolegium zostało podzielone na dwie odrębne jednostki; na czele departamentu unickiego stanął Herakliusz Lissowski. Uwierzył on w możliwość pełnego zjednoczenia Kościołów, w tym celu przeprowadził w podległych mu administraturach (był od 1806 unickim metropolitą kijowskim) reformę liturgiczną, usuwającą elementy wprowadzone do nabożeństw pod wpływem łacińskim i wprowadzając typowe dla prawosławia rosyjskiego.

### Rządy Mikołaja I
Mikołaj I od początku swoich rządów podjął zdecydowane kroki na rzecz zwalczania Cerkwi unickiej. 11 sierpnia 1829, przyjmując jej przedstawicieli na audiencji, stwierdził, że jego intencją jest „uporządkowanie” Kościoła unickiego i usunięcie z niego wszelkich wpływów łacińskich. Rząd rosyjski nie dokonał jednak natychmiastowej kasaty unii, lecz opracował długofalowy plan, opierający się na założeniu, iż maksymalne upodobnienie obrządku unickiego do prawosławnego zakończy się naturalnym połączeniem obydwu Kościołów. Głównym realizatorem tej koncepcji został biskup mścisławski Józef Siemaszko. Zafascynowany prawosławiem rosyjskim, z jakim zetknął się w czasie pobytu w Petersburgu, uznał się on za Rosjanina i sam przygotował szczegółowy plan osłabienia unii, który przedłożył carowi, zyskując jego aprobatę.
Zgodnie z projektem Siemaszki, w 1828 dokonano ostatecznego rozdzielenia funkcji łacińskiego i unickiego departamentu Kolegium Duchownego, tworząc grecko-unickie Kolegium Duchowne z Jozafatem Bułhakiem na czele. Następnie przeprowadzono reformę podziału administracyjnego Cerkwi unickiej, dzieląc ją na archidiecezję białoruską (na czele z J. Bułhakiem) i diecezję litewską, której zarząd objął Józef Siemaszko. Po powstaniu listopadowym władze rosyjskie skasowały połowę z 95 istniejących jeszcze klasztorów bazylianów i bazylianek; m.in. w tym okresie Kościół prawosławny odzyskał Ławrę Poczajowską. W 1835 zabroniona została zmiana obrządku z unickiego na łaciński.
Wcześniej, w 1834, władze rosyjskie podjęły szeroko zakrojoną kampanię na rzecz przemian liturgicznych w Kościele unickim. Unickie księgi liturgiczne zostały zastąpione wydawnictwami rosyjskimi, natomiast ze świątyń zaczęto usuwać obce prawosławnej tradycji ławki i organy, jak również wizerunki katolickich świętych nieuznawanych w Rosyjskim Kościele Prawosławnym. Od 1837 całość spraw związanych z funkcjonowaniem Cerkwi unickiej pozostawała w gestii Świątobliwego Synodu Rządzącego Rosyjskiego Kościoła Prawosławnego.
Po śmierci Jozafata Bułhaka w 1838 unicki episkopat w Rosji składał się wyłącznie ze zwolenników masowej konwersji unitów na prawosławie. 12 lutego 1839 decyzję taką podjął synod w Połocku. Po tym wydarzeniu jedyną instytucją Cerkwi unickiej pod rządami władców Rosji pozostała diecezja chełmska w Królestwie Polskim.

### Rządy Aleksandra II
Kroki na rzecz likwidacji ostatniej unickiej diecezji w Rosji zostały podjęte po powstaniu styczniowym i wpisywały się w szerszą kampanię na rzecz rusyfikacji Chełmszczyzny. Przyjęcie prawosławia przez ludność unicką miało zarazem oznaczać pozyskanie ich dla kultury i narodowości rosyjskiej. Głównymi orędownikami takiego rozwiązania byli sekretarz stanu ds. Polski, Milutin, oraz dyrektor naczelny ds. wewnętrznych i duchownych w Królestwie Polskim Władimir Czerkaskij. Przy likwidacji unii zamierzano wykorzystać analogiczne środki, jak przed synodem w Połocku, nie zważając na fakt, że na ziemi chełmskiej przywiązanie do katolicyzmu obrządku bizantyjskiego było wśród ludności znacznie większe niż na ziemiach białoruskich i litewskich.

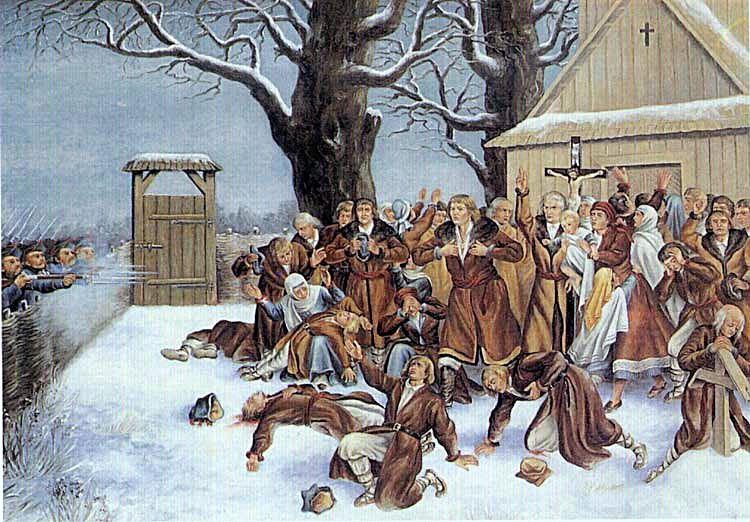
Męczennicy z Pratulina, obraz W. Eljasza-Radzikowskiego

Jeszcze w 1864 władze carskie dokonały kasaty bazyliańskich klasztorów w Lublinie, Chełmie, Białej Podlaskiej i Zamościu, przenosząc zakonników do klasztoru w Warszawie. W 1866 zlikwidowane zostało prawo patronatu, dające polskiej szlachcie kontrolę nad obsadą personalną parafii. Duchowieństwo unickie zaczęło otrzymywać pensje rządowe. Władze rosyjskie podjęły ponadto rekrutację chętnych do pracy na Chełmszczyźnie duchownych greckokatolickich z Galicji, o poglądach moskalofilskich, chętnie angażujących się w usuwanie z obrządku unickiego elementów łacińskich. Unitom zabroniono ponadto przechodzenia na obrządek łaciński. Mimo faktu, iż część hierarchii prawosławnej (m.in. arcybiskup chełmski i warszawski Joannicjusz (Gorski)) opowiadała się przeciwko likwidacji unii drogą represji, postulując zamiast tego długofalową pracę wśród ludności, która miała zakończyć się dobrowolnym przyjęciem prawosławia i narodowości rosyjskiej, rząd carski zdecydował się na natychmiastową kasatę obrządku unickiego. W porozumieniu z tajnym komitetem, administrator diecezji chełmskiej ks. Marceli Popiel nakazał odprawianie nabożeństw w obowiązującym w Rosyjskim Kościele Prawosławnym tzw. rycie synodalnym. Efektem były protesty unitów, stłumione w Drelowie i Pratulinie przy pomocy wojska, były ofiary śmiertelne. W 1875 ogłoszono całkowitą likwidację unii brzeskiej na Chełmszczyźnie i przyłączenie parafii diecezji chełmskiej do Rosyjskiego Kościoła Prawosławnego. Ok. 29 tys. ludzi nie podporządkowało się tej decyzji. Dalsza grupa, oficjalnie wyznająca prawosławie, w dalszym ciągu uważała się za unitów. Eulogiusz (Gieorgijewski), od 1905 prawosławny biskup chełmski, szacował jej liczebność na 100 tys. osób. Opisując sytuację wyznaniową w regionie, pisał on:

Urzędowo unia została skasowana ustawą państwową w 1875 r., lecz wiarę w ludzkich duszach prawo znieść nie mogło, w niektórych miejscowościach świątynie prawosławne świeciły pustką, lud nie zwracał się do świaszczenników o sprawowanie obrzędów. Były parafie, gdzie nawet 90 procent ludności bojkotowało cerkwie prawosławne, a nie mając swoich unickich, pozostawało bez świątyń

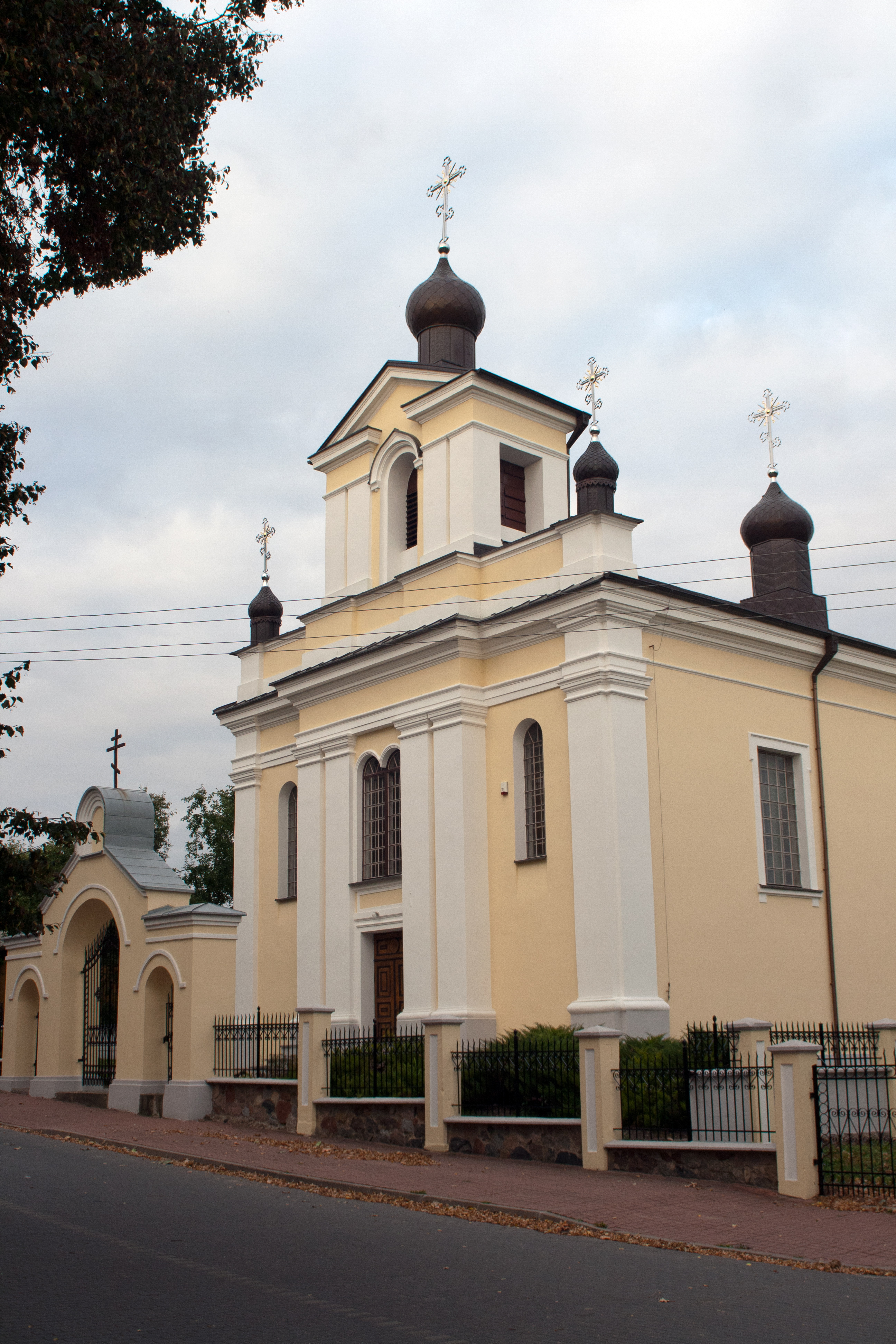
Cerkiew klasycystyczna w Drohiczynie z dobudowanymi po 1839 prawosławnymi kopułami

Z terytorium byłej diecezji chełmskiej usuwano wszystkie ślady unii, utożsamiane zarazem z obcym panowaniem na „odwiecznie rosyjskiej” (ruskiej) ziemi. Niszczono ikony uznane za niekanoniczne, unickie księgi i utensylia liturgiczne, usuwano przydrożne krzyże i figury, postrzegane jako „typowo łacińskie zewnętrzne demonstracje wiary”. Dokonywano również zmian w architekturze cerkwi, upodabniając je do świątyń wznoszonych w Rosji (styl bizantyjsko-rosyjski).